# Bjersjöholms ädellövskog
Bjersjöholms ädellövskog är ett naturreservat i Ystads kommun i Skåne län.
Området är naturskyddat sedan 1993 och är 11 hektar stort. Reservatet består av sedan länge orörd ädellövskog med bland annat bok.